# Ursula Noack

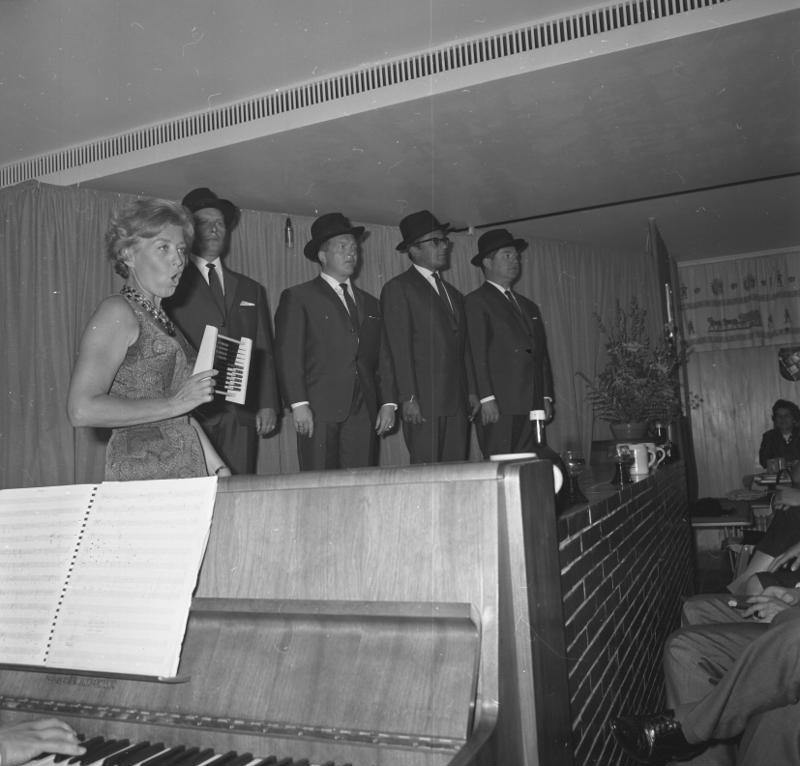
Ursula Noack 1964 mit der Münchner Lach- und Schießgesellschaft

Ursula Noack (* 7. April 1918 in Halle (Saale); † 13. Februar 1988 bei München) war eine deutsche Kabarettistin, Schauspielerin, Hörspielsprecherin und Chansonsängerin.

## Biografie

### Ausbildung und erste Schritte
Nach der Schauspielausbildung hatte Noack zunächst ein Engagement am Erfurter Theater. Nach dem Zweiten Weltkrieg machte sie sich in Hamburg und Bremen einen Namen auf der Bühne und vor den Mikrophonen der dortigen Rundfunksender. Sie entdeckte auch ihre Liebe zum Kabarett und trat unter anderem schon 1946 mit Erich-Kästner-Texten in der Münchner Schaubühne auf (bekannt damals ihr Flüchtlingslied). Anfang der 1950er-Jahre spielte sie mit Hanne Wieder, Joachim Hackethal und Hans Jürgen Diedrich in Die Amnestierten. Diese Kieler Studententruppe wurde bald zu einem in der ganzen Bundesrepublik bekannten Kabarett.

### Lach- und Schießgesellschaft
Den meisten deutschen Fernsehzuschauern wurde Ursula Noack in den 1960er-Jahren durch ihre Präsenz im Ensemble der Münchner Lach- und Schießgesellschaft bekannt. Schon 1958 stieß sie durch Diedrich zu der aus Ursula Herking, Klaus Havenstein, Dieter Hildebrandt und Diedrich bestehenden Truppe. Das erste Programm, in dem sie mitwirkte, war Eine kleine Machtmusik; sie ging aber im ersten Jahr noch nicht mit auf Tournee. Ein Jahr später ersetzte Ursula Noack ihre Namensvetterin Herking.

### Die letzten Jahre
1971 unterzeichnete sie das damals brisante Bekenntnis „Wir haben abgetrieben!“ im Stern.
1972 löste sich die Lach- und Schießgesellschaft auf. Ursula Noack zog sich vornehmlich aus gesundheitlichen Gründen ins Privatleben zurück. Sie lebte mit ihrem Mann Walter Kabel, dem musikalischen Leiter der Lach- und Schießgesellschaft, in der Nähe von München; nur ab und zu sah man sie noch auf der Bühne oder hörte ihre Stimme im Radio. 1988 erlag sie einem Krebsleiden, das Mitte der 1980er-Jahre diagnostiziert worden war. Ihre letzte Ruhestätte befindet sich im Familiengrab auf dem Waldfriedhof von Grasbrunn (Gemeindeteil Neukeferloh) bei München.

## Hörspiele
- 1948: Christian Bock: Vier Jahre und ein Tag – Regie: Ludwig Cremer (NWDR Hamburg)
- 1948: Archibald MacLeish: Der Eroberer – Regie: Hans Quest (NWDR hamburg)
- 1949: Lucille Fletcher: Der Mann im Fahrstuhl (Stella) – Regie: Hans Herbert Westermann (RB)
- 1949: Claus Werner Caro: Jell und der Räuber (Jell) – Regie: Günter Siebert (RB)
- 1949: Fjodor Michailowitsch Dostojewski: Raskolnikow (Dunja) – Regie: Kurt Strehlen (RB)
- 1949: Wilhelm Semmelroth: Verwandelte Welt (Laetitia) – Regie: Gert Westphal (RB)
- 1949: Wystan Hugh Auden: Das Zeitalter der Angst. Dialoge in Versform über die geistige Situation unserer Zeit, gesprochen in einer Nachtbar New Yorks (Rosetta) – Regie: Gert Westphal (RB)
- 1949: Theo Lingen: Theophanes – Regie: Walter Jokisch (RB)
- 1950: Josef Pelz von Felinau: Wetten, Mister Panne? Ein Hörspiel nach Originalaufzeichnungen einer Luftfahrtgesellschaft – Regie: Pawel Matweew (RB)
- 1951: Charles Dickens: Die vier Schwestern. Kleinstadtszene nach einer Idee von Charles Dickens – Regie: Günter Siebert (RB)
- 1951: Marcel November: Terra Balkana. Funkbild (Cypria) – Regie: Gert Westphal (RB)
- 1951: Josef Martin Bauer: Glanz und Ende der Republik Asumara (Fräulein von Ichthöven) – Regie: Karl Peter Biltz (RB/SWF)
- 1951: Helmut Käutner, Walter Ulbrich: Unter den Brücken (Vorlage: Unter den Brücken (Film 1944/46)) (Vera) – Regie: Helmut Käutner (RB)
- 1951: Manfred Hausmann: Lilofee. Dramatische Ballade in einer plattdeutschen Funkfassung (Caddy, ein Mischblut) – Regie: Eberhard Freudenberg (RB)
- 1954: Inge Kleffel-Wüstenhagen: Indiskretionen. Eine Handtasche plaudert (Die plaudernde Handtasche) – Regie: Hannes Krüger (RB)
- 1954: Alexander Sternberg: Das Gericht zieht sich zur Beratung zurück (Folge: Ein klarer Fall) (Claire Stöckel) – Regie: Gerd Fricke (NWDR Hamburg)
- 1954: Dylan Thomas: Unter dem Milchwald (2. Nachbarin/Weitere 2. Frau) – Regie: Fritz Schröder-Jahn (NWDR Hamburg)
- 1963: Christian-Hartwig Wilke: Hörspielstudio (Faschingsbeitrag): Partysorgen (Edith) – Regie: Sammy Drechsel (BR)
- 1965: Rolf und Alexandra Becker: Gestatten, mein Name ist Cox (3. Staffel: 5. Teil: Das Schaustück) (Mabel (Mrs. Bowman)) – Regie: Walter Netzsch (BR)
- 1968: Paul Pörtner: Was sagen Sie zu Erwin Mauss? (Chor) – Regie: Paul Pörtner (BR/NDR)
- 1969: Arnold E. Ott: Besuch ohne Anmeldung (Betty Jagberg, seine Frau) – Regie: Walter Netzsch (BR)
- 1976: Caroline Muhr: Luja & Felix: Das Vorrecht, eine Frau zu sein (Luja) – Regie: Werner Klippert (SR)
- 1976: Caroline Muhr: Luja und Felix: Dynamisch (Luja) – Regie: Werner Klippert (SR)
- 1976: Caroline Muhr: Luja und Felix: Schneeparadies (Luja) – Regie: Werner Klippert (SR)
- 1976: Caroline Muhr: Luja und Felix: Blechzeitmensch (Luja) – Regie: Werner Klippert (SR)
- 1977: Ludwig Thoma: Bayerische Szene: Altaich (Karline Schnaase, seine Gattin) – Bearbeitung und Regie: Edmund Steinberger (BR)
- 1977: Peter Steinbach: Vernehmungen (Frau Zetsche) – Regie: Wilm ten Haaf (BR)